# Forn de pa
Un forn de pa o fleca és un lloc on es cou i ven el pa així com determinats productes de pastisseria com panets, croissants, magdalenes, carquinyolis, pastes seques entre d'altres. Les persones que hi treballen són els forners. En molts forns de pa se serveixen també cafès i tes perquè els clients en puguin gaudir juntament amb els productes que hi venen.

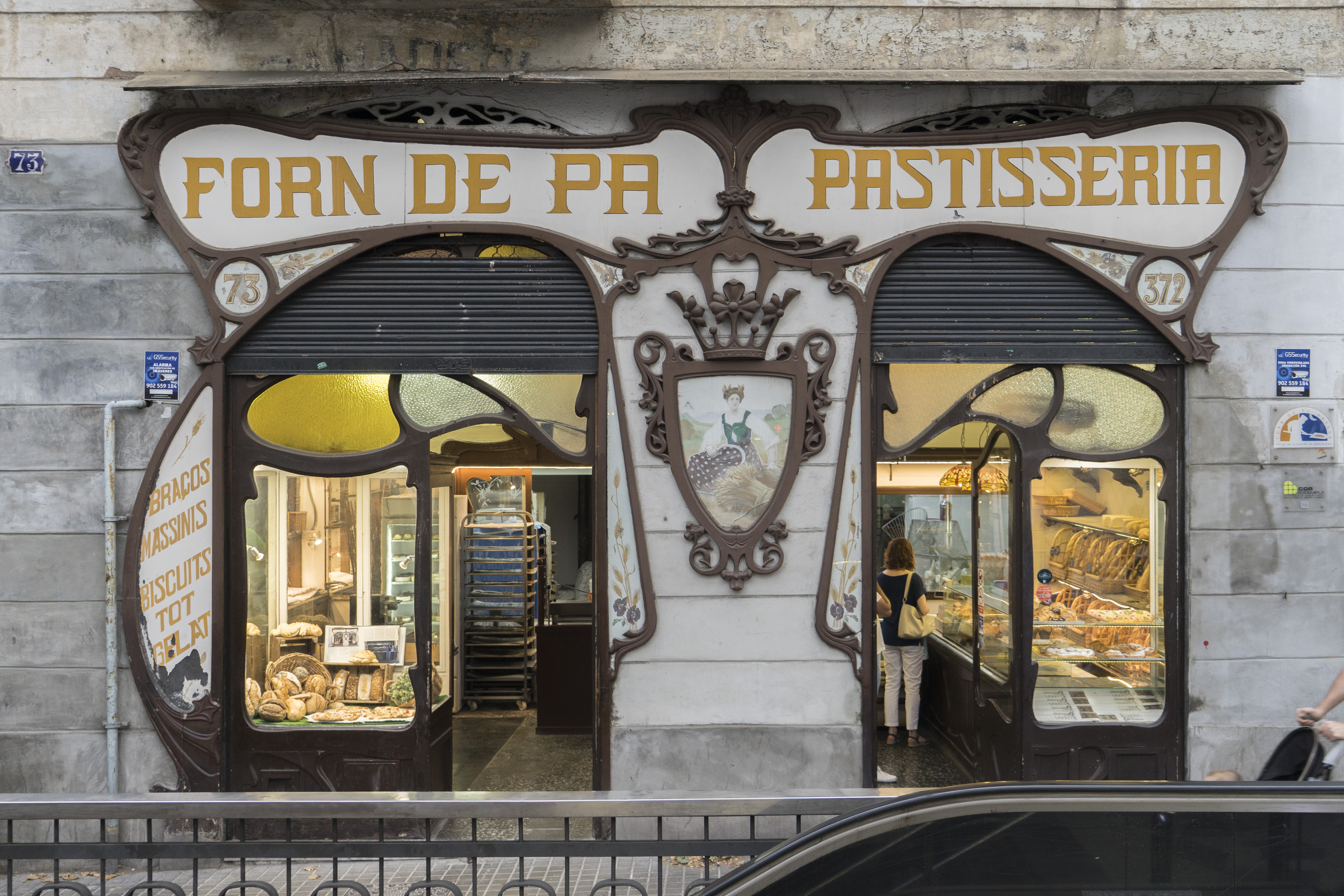
Forn de pa pastisseria a Barcelona

## Forns de pa moderns
Actualment hi ha forns de pa en diversos entorns:
- Grans fàbriques  que produeixen pa i productes relacionats, transportats després a nombrosos punts de vendes en una regió donada. Aquests inclouen normalment supermercats, botigues de conveniència i similars. En aquestes instal·lacions els forners es dediquen principalment al control de qualitat, duent-se a terme mecànicament el gruix del treball.
- Petites fleques independents , principalment negocis familiars. Solen especialitzar-se en tipus particulars de productes, com la massa mare.
- Cadenes de botigues . En els últims anys s'ha produït un auge de les cadenes de botigues (franquícies) que venen pa. Els forners d'aquests establiments fornegen segons un llibre de receptes preestablert. Això pot frustrar a alguns d'ells, si bé els receptaris solen estar ben fundats i ser populars entre els compradors.

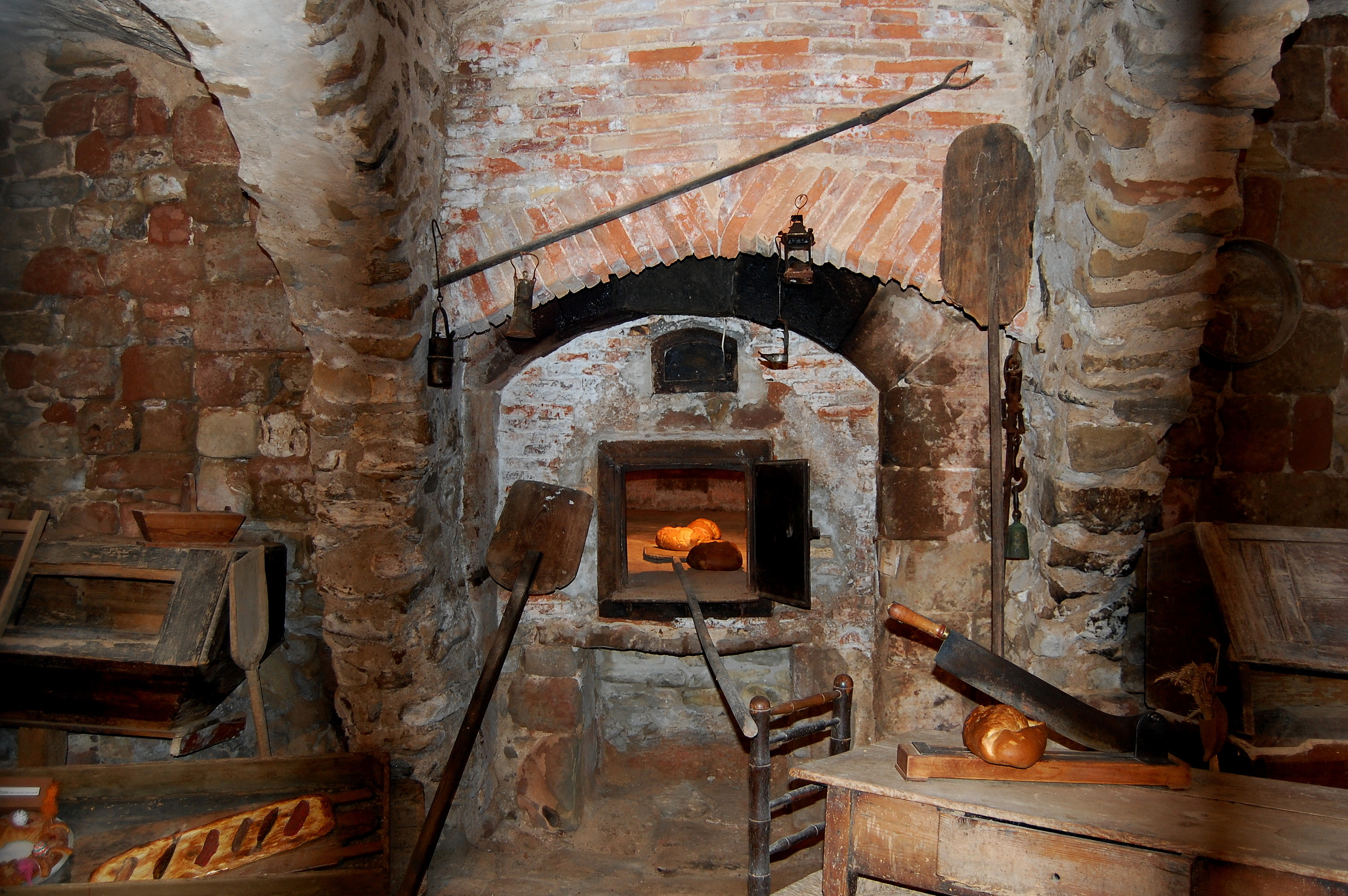
Antic Forn de Pa a Torà.

## Forns de pa antics
Tot i que la història del pa comença a l'any 8.000 a.C quan es realitza el procés de passar de ser nòmades a sedentaris, els forns de pa tenen una història més recent. Els forns de pa han estat presents en totes les civilitzacions d'arreu del món: des dels sumeris fins a l'Antic Egipte o fins i tot Amèrica o Àsia.
El forn de pa ha anat evolucionant fins al que coneixem avui en dia. Començant amb els sumeris com un simple forat on enterraven la massa de cereals amb cendres i brases de foc fins a arribar a l'antic Egipte on es va començar a utilitzar els forns com els coneixem en l'actualitat.
Avui en dia, el forn de pa de Catalunya més antic i en funcionament que es té informació és el Forn Cal Mosso Arxivat 2019-07-15 a Wayback Machine. de Vilassar de Dalt. L'any 2018 va ser premiat amb el Premi Nacional a la Iniciativa Comercial de la Generalitat de Catalunya, un premi que va recompensar els més de 180 anys d'història del forn de pa català.